# ヴラディミル・ヴァシリ
ヴラディミル・ヴァシリ（Vladimir Vasilj、1975年7月6日 - ）は、クロアチアの元サッカー選手。元クロアチア代表。ポジションはゴールキーパー。

## 来歴
1998年5月に親善試合でクロアチア代表デビュー。デビュー戦後、出場機会は無かったが2002 FIFAワールドカップのメンバーにも選ばれた。クロアチア代表として通算2試合に出場した。

## 代表歴

### 出場大会
- クロアチア代表
  - 1998 FIFAワールドカップ
  - 2002 FIFAワールドカップ

### 試合数
- 国際Aマッチ 2試合 0得点（1998年-2002年）[1]

| クロアチア代表 | 国際Aマッチ | 国際Aマッチ |
| 年             | 出場        | 得点        |
| -------------- | ----------- | ----------- |
| 1998           | 1           | 0           |
| 1999           | 0           | 0           |
| 2000           | 0           | 0           |
| 2001           | 0           | 0           |
| 2002           | 1           | 0           |
| 通算           | 2           | 0           |